# Hennigsdorf
Hennigsdorf é um município da Alemanha, situado no distrito de Oberhavel, no estado de Brandemburgo. Tem 31,29 km² de área, e sua população em 2019 foi estimada em 26.345 habitantes.